# オーリンズ準州
オーリンズ準州（Territory of Orleans または Orleans Territory）とは、1804年10月1日から、1812年4月30日にルイジアナ州として昇格するまでの間、アメリカ合衆国に存在した自治的編入領域（準州）。
ルイジアナ買収直後の1804年、フランスから取得した領土のうち、北緯33度線の南側部分を分離してこのオーリンズ準州が起立され、残りの領域全部をルイジアナ領土 (District of Louisiana) と呼んだ（ルイジアナ領土は、1805年にルイジアナ準州と改名されたが、1812年にオーリンズ準州が州に昇格した際にルイジアナ州と名乗ったため、混乱を避けるために再び改名されてミズーリ準州となった）。
オーリンズ準州設立のための自治法である1804年自治法では、オーリンズ領土連邦地方裁判所が設けられた。連邦地方裁判所はそれまでの通例として州に設置されるものであったが、これらに相当する裁判所を準州に設けるのは初めてのことだった。また、州裁判所の中で最高位の州最高裁判所に相当するオーリンズ領土最高裁判所も設けられた。
1805年4月10日、準州議会は、オーリンズ郡、ラフォーシュ郡、ジャーマン・コースト、アカディア郡、アイバービル郡、アッタカパス郡、ポイントクーピー郡、オペルーサス郡、ラピッズ郡、コンコルディア郡、ナケテシュ郡、ワシタ郡の12郡 (County) を設定した。ミシシッピ川東岸のフロリダ郡部 (Florida Parishes) はこの時オーリンズ準州には含まれず、1810年に併合されるまではスペイン領西フロリダであった。西側にあるスペイン領テキサスとの国境は、1819年のアダムズ＝オニス条約までは完全に確定されておらず、サビーン川のすぐ東のルイジアナ中立地（サビーン自由州）と呼ばれる細長い土地が、1807年頃から1819年まで中立の緩衝地帯となっていた。

## 知事および議員
ウィリアム・クレイボーンは、オーリンズ準州の最初で唯一の知事に任命された。彼は後にルイジアナ州の最初の知事になった。ジェイムズ・ブラウン （1804年–1807年）、トーマス・ボリング・ロバートソン （1807年–1811年）の二人の準州長官がいた。ダニエル・クラークは1806年12月に、合衆国議会下院の最初の準州代表者となった。